# Himno a Santiago de Cali
El «Himno a Santiago de Cali» es la composición musical que sirve de himno a Santiago de Cali. Junto al escudo de armas y la bandera son los símbolos oficiales de la ciudad.

## Historia
El primer intento de crear un himno para la ciudad lo llevó a cabo en 1910 el poeta Ricardo Nieto. La composición de Nieto fue interpretada durante la conmemoración del centenario de la Independencia. A pesar de la asistencia al evento de importantes personas de la política local y regional, el himno no fue oficialmente adoptado.
Hasta 1980 la ciudad no contaba con un himno por lo que se realizó un concurso para elegir uno. El concurso se hizo coincidir con el sesquicentenario de la muerte de Simón Bolívar. El texto ganador fue el escrito por el poeta Helcías Martán Góngora, el cual había escrito el texto en 1975. La adaptación musical la realizó el maestro Santiago Velasco Llanos. El himno fue presentado por primera vez el 16 de febrero de 1980 en un acto solemne en el Teatro Municipal Enrique Buenaventura. Los encargados de tocar el himno por primera vez en dicha ocasión fueron la Orquesta Sinfónica del Valle y el Coro Polifónico de Cali.

## Letra
La siguiente es la letra completa del himno, un coro y tres estrofas.
| Coro: Gloria siempre a Santiago de Cali, Flor y fruto de nuestro país, Mundo y patria que es cuna y es aula, Es taller, templo, estadio y jardín. Precursora de la independencia, Fiel heraldo de la libertad Nuestros padres ganaron la guerra Y nosotros ganamos la paz I Tierra madre, feraz, tierra buena Que a la pena ancestral pones fin, Donde nadie es extraño, ni esclavo Y es hermoso, nacer y vivir. Canta el río canciones de cuna Y alza el viento el humano pregón, Te llevamos tatuada en el pecho Con estrella sobre el corazón. | II Domadora que selva y pantano Transformaste en febril colmenar Abres rutas y cumples la cita Con las cumbres andinas y el mar. La legión de tus hijos mayores Que juraron vencer o morir Te esculpieron en piedra de siglos Y fundaron sobre el porvenir. III El paisaje se tiende a tus plantas Y te rinde sus armas el sol, Monta guardia la caña de azúcar Y es el valle lección de verdor. Sobre el ara del Valle del Cauca Prometemos tu hazaña exaltar Y grabar en la cima tu nombre Y crecer el legado inmortal |